# ジェイアイ傷害火災保険
- AIG > ジェイアイ傷害火災保険
- JTB > ジェイアイ傷害火災保険

ジェイアイ傷害火災保険株式会社（じぇいあいしょうがいかさいほけん）は、東京都中央区に本社をおく損害保険会社。

## 概説
1989年（平成元年）7月20日にJTBとAIGの合弁会社として設立された。「旅行保険のエキスパート」として、JTBグループの国内店舗網、海外拠点、多様な事業領域を有するグループ会社、また、JTBグループを中心とした保険代理店による万全な販売・サービスネットワークを展開している。
日本人旅行者の多い海外主要都市36都市にJIデスクというサポートデスクを設置し、旅行先でのトラブルの際、「現地で的確に」「迅速に（リアルタイムで）」「専門のスタッフが日本語で」対応できる体制を整えている。
2012年6月には、インターネット専用リスク細分型海外旅行保険「t@biho たびほ」を発売。インターネットからの加入に限定し、旅行先・年齢によりリスクを細分化。インターネット専用とすることで保険契約証や保険約款などの印刷物をなくし、現地での医師・病院の案内・予約のサポートを東京で一括して行うなどのコスト削減により、割安な保険料を実現している。
2018年3月、インターネット専用ダイレクト火災保険「ieho いえほ」の販売を開始。